# Requiem (Ockeghem)
Pour les articles homonymes, voir Requiem (homonymie).

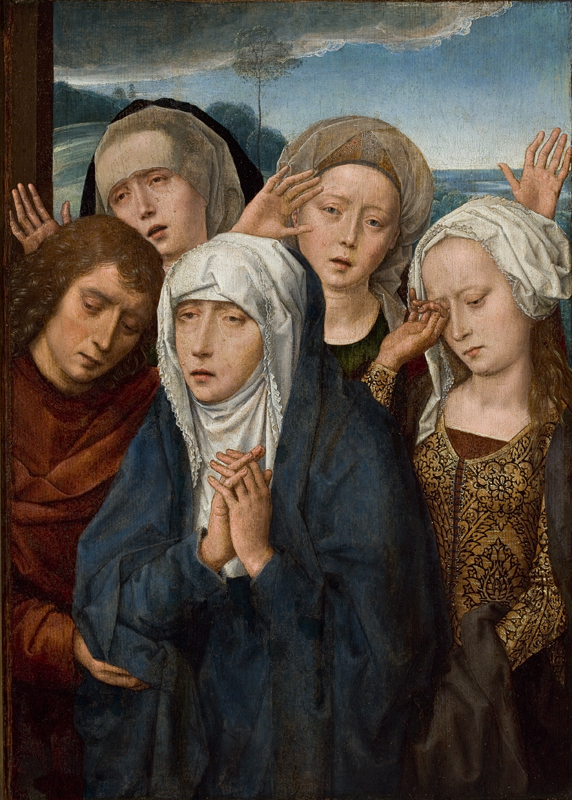
La Vierge en pleurs avec St Jean et les Femmes Pieuses de Galilée (ca 1485-90), Hans Memling

Le Requiem de Johannes Ockeghem est un arrangement polyphonique de la messe catholique romaine du Requiem, la Missa pro defunctis, la messe des morts. C'est un des arrangements polyphoniques de requiem le plus ancien à avoir survécu, et ce requiem reste la plus connue des œuvres d'Ockeghem et une de ses compositions les plus jouées.

## Histoire
Le Requiem d'Ockeghem est différent de ses autres œuvres et des autres adaptations de Requiem. Stylistiquement, les différentes parties ne se ressemblent pas ; chacune d'entre elles utilise la technique de chant grégorien de l’écriture en imitation, la messe paraphrase, technique qu'utilise rarement Ockeghem. De plus, les composantes de la messe qui sont utilisées sont différentes de celles des autres messes de Requiem.
Cette œuvre est écrite pour quatre voix et est divisée en cinq parties :
- Introitus : Requiem aeternam
- Kyrie
- Graduale : Si ambulem
- Tractus : Sicut cervus desiderat
- Offertorium : Domine Jesu Christe

Les spécialistes considèrent ce requiem comme incomplet car il manque le Sanctus, la Communion et l'Agnus Dei. Bien qu'il semble que le Codex Chigi ait eu pour but de rassembler toute l'œuvre d'Ockeghem, l'absence de ces trois parties dans le codex vient probablement du fait que le copiste ne les avait pas à sa disposition. Des blancs dans le codex laissent aussi penser qu'il avait été prévu au moins une autre partie pour clore le Requiem, probablement une version de la Communion à trois voix dans un style calme, style rappelant l'Introit.
Le style de cette œuvre est austère, comme il se doit pour une Messe des morts. L'absence de Requiem polyphonique plus ancien peut s'expliquer par le fait que la polyphonie n'était pas perçue comme assez sobre. Certaines parties, particulièrement l'Introït rappellent le style de la première moitié du XVe siècle avec le chant à la voix la plus haute et les autres voix chantant en style de faux-bourdon d'accompagnement. Certaines sections à deux ou trois voix contrastent avec les sections à quatre voix, amenant ainsi à une sorte de sommet du point de vue de la composition et de l'expression. Cette technique est particulière à Ockeghem.
Le dernière partie, l'offertoire, est le plus contrapuntique et peut avoir été écrit comme point culminant de la composition,.
Il n'a pas été possible de déterminer précisément la date de composition de ce Requiem. Richard Wexler propose 1461, date de la mort de Charles VII, Ockeghem témoignait de la gratitude à ce monarque et lui aurait probablement composé un Requiem(si cette date est correcte, le Requiem de Ockeghem précéderait celui de Guillaume Dufay, qui lui aussi n'est pas précisément daté). D'autres suggèrent que Ockeghem a composé ce Requiem pour la mort de Louis XI en 1483, ou même en prévision de sa propre mort. Le poète Guillaume Crétin fait allusion à un Requiem récemment composé dans son Déploration, écrit lors de la mort d'Ockeghem.

### Influence
Pascal Dusapin, le compositeur français de musique contemporaine, s'est inspiré de la structure de ce requiem pour composer Umbrae mortis en septembre 1997.

## Enregistrements
- Ensemble Organum, Marcel Pérès, enregistré à l'Abbaye Royale de Fontevraud, 1992, Harmonia Mundi, 1993